# Kalahári pusztaityúk
A kalahári pusztaityúk (Pterocles namaqua) a madarak (Aves) osztályának pusztaityúk-alakúak (Pteroclidiformes) rendjébe, ezen belül a pusztaityúkfélék (Pteroclididae) családjába tartozó faj.

## Előfordulása
Afrika déli részén, Angola, Botswana, Lesotho, Namíbia, a Dél-afrikai Köztársaság és Zimbabwe területén honos. Sivatagok és szavannák lakója.

## Alfajai
- Pterocles namaqua furva
- Pterocles namaqua namaqua

## Megjelenése
Testhossza 24-28 centiméter, testtömege 175-240 gramm.
|  |

## Életmódja
Magvakkal és más növényi részekkel táplálkozik. Itatóhelye nagy távolságra is lehet fészkelőhelyétől.
A vizet a hím madár szállítja a fészekbe speciális, kapilláris szerkezetű hasi tollazata segítségével. Az itatóhelyen egyszerűen beleül a vízbe és miután tollai szivacs módjára felszívják a vizet, hazarepül vele, ahol is a fiókák kiszivogatják belőle.